# Nowoje slowo

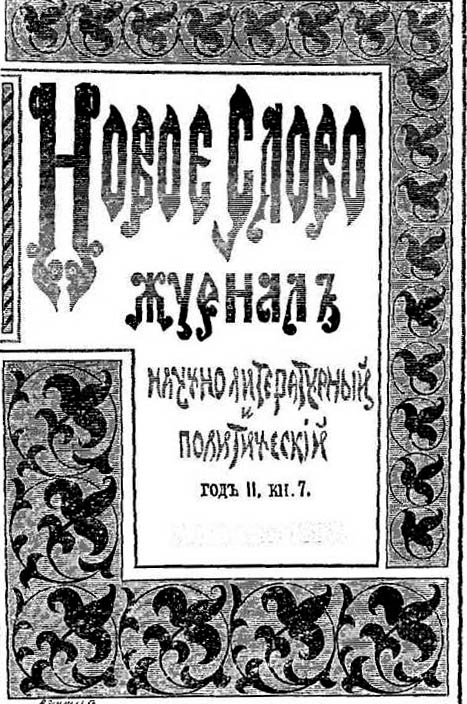
Titelblatt anno 1897

Nowoje slowo (russisch Новое слово, „Neues Wort“) war eine wissenschaftlich-literarische und politische Zeitschrift, die 1894 bis 1897 monatlich in Sankt Petersburg in russischer Sprache erschien.

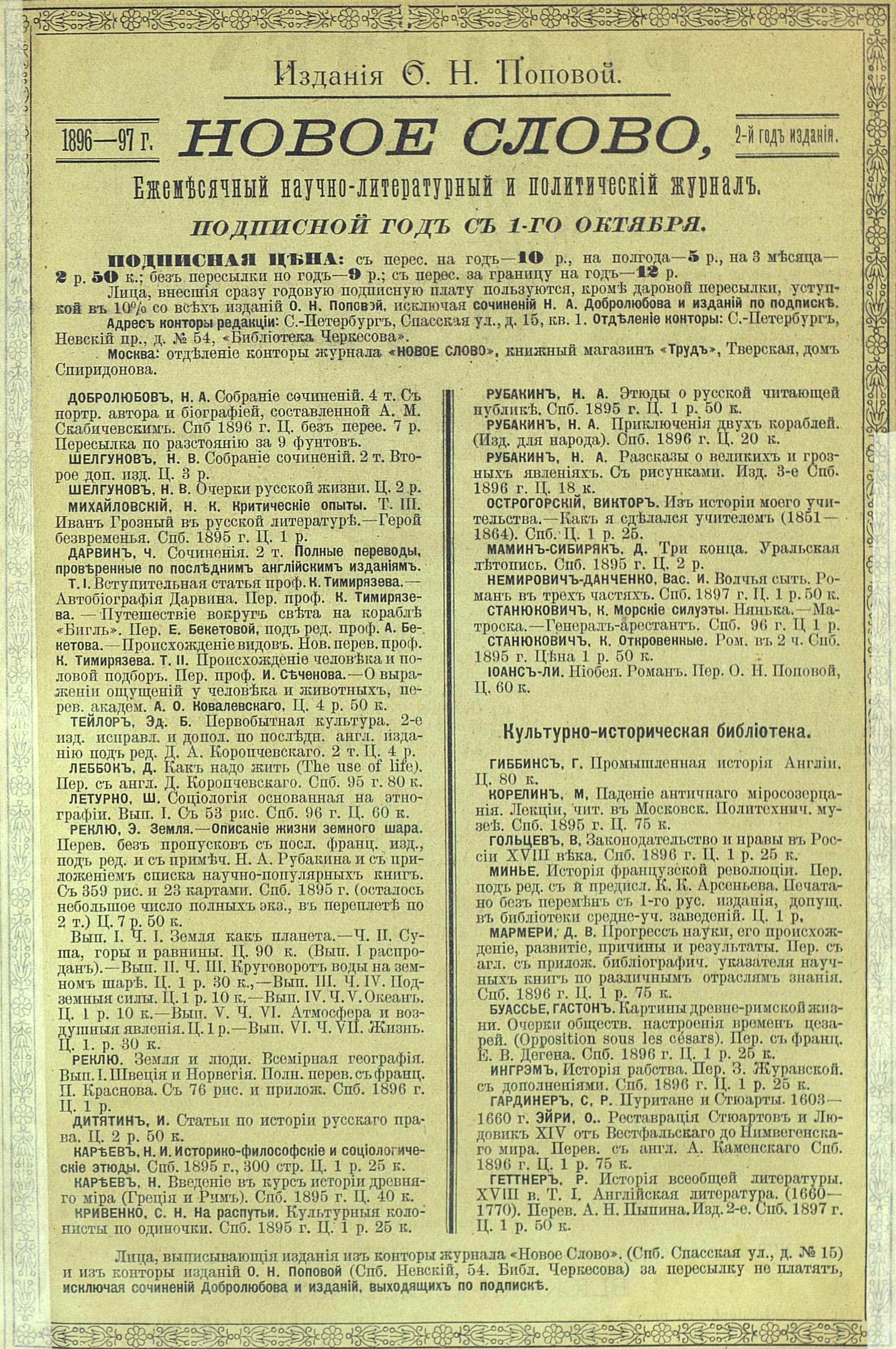
Nowoje slowo 1897

Ab Mai 1895 war die Zeitschrift ein Organ der Narodniki. Im März 1897 verließen die Mitarbeiter die Redaktion und die Zeitschrift wurde das Sprachrohr von Lenins väterlichem Freund Plechanow, der Marxistin Wera Sassulitsch, dem späteren sozialdemokratischen Menschewiken Julius Martow sowie der Legalen Marxisten Peter Struve, Wassili Jakowlewitsch Bogutscharski-Jakowlew und Michail Tugan-Baranowski. Lenin selbst nutzte das Journal für zwei seiner Publikationen („Zur Charakteristik des ökonomischen Romantizismus“ und „Über einen Zeitungsartikel“).
Zum literarischen Part trugen unter anderen Gorki, Wikenti Weressajew und Jewgeni Nikolajewitsch Tschirikow bei.
Am 10. Dezember 1897 ließ Konstantin Pobedonoszew die seiner Einschätzung nach zu marxistische Zeitschrift verbieten. Das Medium der politischen Zeitschrift fand damit sein Ende; die indirekte Nachfolge traten politische Zeitungen mit scharf umrissenem Aktionsprogramm wie die Iskra (Funke) an.